# Rengas II
Rengas II is een bestuurslaag in het regentschap Ogan Ilir van de provincie Zuid-Sumatra, Indonesië. Rengas II telt 1621 inwoners (volkstelling 2010).